# Domaine de Kanō
Le domaine de Kanō (加納藩, Kanō-han) est un domaine féodal japonais de l'époque d'Edo situé dans la province de Mino, de nos jours préfecture de Gifu.

## Histoire
Le territoire du domaine de Kanō était autrefois dirigé de Gifu par Oda Hidenobu, petit-fils d'Oda Nobunaga. Mais comme Hidenobu se rangea aux côtés d'Ishida Mitsunari à la bataille de Sekigahara, son territoire fut confisqué par Tokugawa Ieyasu et le château de Gifu détruit. En 1601, Ieyasu attribua la région à son beau-fils, Okudaira Nobumasa, et l'autorisa à construire un nouveau château avec des matériaux provenant de l'ancien château de Gifu. C'est l'origine historique du domaine de Kanō. En plaçant Nobumasa à Kanō, Ieyazu entendait se prémunir contre les daimyos du Nord potentiellement hostiles qui auraient pu se diriger vers l'est pour l'attaquer. Nobumasa se retira en 1602, transmettant sa position de daimyo à son fils Okudaira Tadamasa. Mais il conserva 40 000 des 100 000 koku du domaine comme « fonds de retraite » et continua à exercer le pouvoir réel, mettant en place un système de contrôle des inondations et aidant à la construction de la jōkamachi (ville-château). Nobumasa et Tadamasa moururent rapidement l'un après l'autre. Tadataka, le 3e daimyo Okudaira de Kanō, mourut sans héritier en 1632 ce qui mit un terme à la domination des Okudaira sur Kanō.
Les derniers daimyos de Kanō, les Nagai, furent faits vicomtes, grâce au kazoku, durant l'ère Meiji.

## Liste des daimyos
- Clan Okudaira (fudai daimyo ; 100 000 koku)

1. Okudaira Nobumasa
2. Okudaira Tadamasa
3. Okudaira Tadataka

- Clan Ōkubo (fudai daimyo ; 50 000 koku)

1. Tadamoto

- Clan Matsudaira (Toda) (fudai daimyo ; 70 000 koku)

1. Mitsushige
2. Mitsunaga
3. Mitsuhiro

- Clan Andō (fudai daimyo ; 65 000 à 50 000 koku)

1. Nobutomo
2. Nobutada
3. Nobunari

- Clan Nagai (fudai daimyo ; 32 000 koku)

1. Naonobu
2. Naomitsu
3. Naohisa
4. Naosuke
5. Naonori
6. Naokoto

## Source de la traduction
- (en) Cet article est partiellement ou en totalité issu de l’article de Wikipédia en anglais intitulé « Kanō Domain » (voir la liste des auteurs).